# Chondrostoma holmwoodii
Chondrostoma holmwoodii је зракоперка из реда Cypriniformes.

## Угроженост
Подаци о угрожености ове врсте су недовољни.

## Распрострањење
Ареал врсте је ограничен на једну државу. 
Турска је једино познато природно станиште врсте.

## Станиште
Станишта врсте су речни екосистеми и слатководна подручја.